# Часть денег
Часть денег (англ. A Piece of the Action ) — американская криминальная комедия. В главнях ролях снялись Сидни Пуатье, Билл Косби, Джеймс Эрл Джонс. Это третий фильм Пуатье совместно с Косби, после «Субботний вечер на окраине города» и «Давайте сделаем это снова». Премьера фильма состоялась 7 октября 1977 года.

## Сюжет
Дейв Андерсон (Билл Косби) и Менни Даррелл (Сидни Пуатье) являются двумя первоклассными ворами, которых ни разу не поймали. Джошуа Берк отставной детектив, имеющий достаточно доказательств, чтобы их посадить за решётку. Вместо этого, взамен на молчание, он предлагает им поработать в центре малолетних правонарушителей. Сначала они отказываются, но с течением времени они получают доверие и восхищение детей. Всё идёт хорошо, пока кто-то не говорит им устроить последний грабёж…или иначе…

## Ремейк
В 2002 году было объявлено, что Уилл Смит и компания Overbrook Entertainment намерены снять ремейк фильма. Смит планировал пригласить Эдди Мерфи, Мартина Лоуренса и других афроамериканских актёров.

## В ролях
- Сидни Пуатье — Менни Даррелл
- Билл Косби — Дейв Андерсон
- Джеймс Эрл Джонс — Джошуа Бёрк
- Дениз Николас — Лила Френч
- Хуп Кларк — Сара Томас
- Трейси Рид — Никки Маклин
- Титос Вандис — Бруно
- Фрэнсис Фостер — Би Квитман
- Джейсон Эверс — Тай Шортер
- Марк Лоуренс — Луи
- Джанет Дюбуа — Нэлли Бонд
- Шерил Ли Ральф — Барбара Хэнли
- Эрнест Ли Томас — Джон

## Саундтрек
Саундтрек, записанный Кёртисом Мэйфилдом совместно с Мэвис Степлз.

### Список композиций
1. «Chocolate City»
2. «Of Whom Shall I Be Afraid»
3. «Orientation»
4. «Piece of the Action»
5. «Good Lovin' Daddy»
6. «'Til Blossoms Bloom»
7. «Koochie Koochie Koochie»
8. «Getting Deeper»